# Xã Sand Hill, Quận Scotland, Missouri
Xã Sand Hill (tiếng Anh: Sand Hill Township) là một xã thuộc quận Scotland, tiểu bang Missouri, Hoa Kỳ. Năm 2010, dân số của xã này là 380 người.